# Stromgrundversorgungsverordnung
Die Stromgrundversorgungsverordnung (StromGVV) ist eine deutsche Verordnung, in der die Bedingungen geregelt werden, zu denen Haushaltskunden im Rahmen der Grundversorgung nach § 36 Energiewirtschaftsgesetz (EnWG) von den Elektrizitätsversorgungsunternehmen mit Elektrizität zu versorgen sind. 
Die Verordnung regelt den Anspruch der Bürger auf Versorgung mit Elektrizität, nachdem der Strommarkt durch das Energiewirtschaftsgesetz im Jahr 2005 reformiert worden war.
Die Verordnung definiert die Begriffe Kunde und Endverbraucher sowie die Grundversorgung und bestimmt den Grundversorger und regelt dessen Pflichten und Rechte u. a. bei der Vertragsgestaltung, Versorgung und Abrechnung.
Gemäß § 20 StromGVV darf ein Grundversorger dem Kunden infolge der Kündigung des Grundversorgungsvertrags, insbesondere bei einem Stromanbieterwechsel, keine Gebühren in Rechnung stellen.